# DeWanda Wise
DeWanda Wise (Jessup, 30 de mayo de 1984) es una actriz estadounidense, reconocida por protagonizar la serie de televisión de Spike Lee She's Gotta Have It (2017–2019), basada en la película del mismo nombre de 1986. Ha participado en otras series de televisión como Law & Order, The Good Wife, The Mentalist y Twilight Zone.

## Filmografía

### Cine
| Año  | Título                         | Papel               | Notas         |
| ---- | ------------------------------ | ------------------- | ------------- |
| 2006 | Super Powers                   | Srita. Elliot       | Corto         |
| 2006 | Who's Calling                  | Val                 | Corto         |
| 2007 | Pariah                         | Mike                | Corto         |
| 2007 | Spinning into Butter           | Claudia Thompson    |               |
| 2007 | Soul Mates                     |                     |               |
| 2007 | African Booty Scratcher        | Isatu               | Corto         |
| 2007 | Steam                          | Lynn                |               |
| 2009 | Precious                       | Miriam              | No acreditada |
| 2009 | Us: A Love Story               |                     | Corto         |
| 2009 | Beyond Words                   | Paige               | Corto         |
| 2010 | Train                          |                     | Corto         |
| 2010 | Pour aimer, encore             | Syl                 | Corto         |
| 2011 | A Walk in the Park             |                     | Corto         |
| 2011 | Smoking/No Smoking             | Reportera           |               |
| 2011 | Black Swan Theory              |                     | Corto         |
| 2012 | Frisk                          |                     | Corto         |
| 2015 | Knucklehead                    | Charlotte           |               |
| 2016 | How to Tell You're a Douchebag | Rochelle Marseilles |               |
| 2018 | The Weekend                    | Margo Johnson       |               |
| 2019 | Someone Great                  | Erin Kennedy        |               |
| 2021 | Fatherhood                     | Lizzie              |               |
| 2022 | Jurassic World: Dominion       | Kayla Watts         |               |

### Televisión
| Año       | Título                            | Papel             | Notas        |
| --------- | --------------------------------- | ----------------- | ------------ |
| 2007      | Law & Order: Criminal Intent      | Angela            | 1 episodio   |
| 2008      | One Life to Live                  | Julianna          | 1 episodio   |
| 2009      | The Unusuals                      | Nurse             | 1 episodio   |
| 2011      | The Good Wife                     | Jenni Salerno     | 1 episodio   |
| 2011      | Law & Order: Special Victims Unit | Lakeisha Watkins  | 1 episodio   |
| 2011      | Tokens the Series                 | Keisha/Karen      |              |
| 2011      | Boardwalk Empire                  | Henny Walker      | 1 episodio   |
| 2012      | Firelight                         | Terry Easle       | Telefilme    |
| 2014      | The Mentalist                     | Tanya Dean        | 1 episodio   |
| 2015      | Sorta My Thing                    | Andrea            | 2 episodios  |
| 2017      | Underground                       | Clara             | 5 episodios  |
| 2017      | Shots Fired                       | Shameeka Campbell | 10 episodios |
| 2017–2019 | She's Gotta Have It               | Nola Darling      | 19 episodios |
| 2019      | The Twilight Zone                 | Alexa Brandt      | 1 episodio   |